# Hivanua tekao
Espèce
Hivanua tekao est une espèce d'araignées aranéomorphes de la famille des Salticidae.

## Distribution
Cette espèce est endémique de Nuku Hiva dans les îles Marquises,.

## Description
La carapace du mâle holotype mesure 3,96 mm de long sur 2,92 mm et l'abdomen 3,70 mm et la carapace de la femelle paratype mesure 4,01 mm de long sur 3,02 mm et l'abdomen 4,90 mm.

## Systématique et taxinomie
Cette espèce a été décrite par Maddison en 2024.

## Étymologie
Son nom d'espèce lui a été donné en référence au lieu de sa découverte, le mont Tekao.

## Publication originale
(mai 2024).
- Maddison, 2024 : « Hivanua, a new genus of harmochirine jumping spiders from the Marquesas Islands (Araneae, Salticidae, Harmochirina). » ZooKeys, vol. 1200, p. 215-230 (texte intégral).